# مصطفى بور محمدي
مصطفى بور محمد (من مواليد 9 مارس 1960، قم) رجل دين ومحامي وسياسي إيراني. كان وزير العدل في الدورة الأولى لحكومة الرئيس روحاني في فترة ما بين 15 أغسطس 2013 حتى 20 أغسطس 2017.